# لويس ثيروكس
لويس ثيروكس (بالإنجليزية: Louis Theroux)‏ (ولد في 20 مايو 1970) في سنغافورة ثم انتقل إلى المملكة المتحدة وتربى في لندن بعد ذلك , وهو مذيع بريطاني أمريكي اشتهر بأفلامه الوثائقية مثل «اكتشافات لويس ثيروكس» وقد بدأ حياته المهنية في مجال الصحافة و يعمل حاليا مع بي بي سي المنتجة للوثائقيات وله العديد من الكتب مثل رحلات في الثقافات الفرعية الأمريكية , شقيقه الأكبر هو الكاتب مارسيل ثيروكس وهو ابن عم الممثل وكاتب السيناريو الأمريكي جوستين ثيروكس.

## وصلات خارجية
- لويس ثيروكس على موقع IMDb (الإنجليزية)
- لويس ثيروكس على موقع ميوزك برينز (الإنجليزية)
- لويس ثيروكس على موقع إن إن دي بي (الإنجليزية)
- لويس ثيروكس على موقع قاعدة بيانات الفيلم (الإنجليزية)

1. ↑  "معلومات عن لويس ثيروكس على موقع isni.org". isni.org. مؤرشف من 0001 1860 1697 الأصل في 2020-03-25. اطلع عليه بتاريخ 2020-10-31. {{استشهاد ويب}}: تحقق من قيمة |مسار= (مساعدة)
2. ↑  "معلومات عن لويس ثيروكس على موقع id.worldcat.org". id.worldcat.org. مؤرشف من الأصل في 2020-12-29.
3. ↑  "معلومات عن لويس ثيروكس على موقع viaf.org". viaf.org. مؤرشف من الأصل في 2020-03-01.